# Leesburg (Georgia)
Leesburg es una ciudad ubicada en el condado de Lee en el estado estadounidense de Georgia. En el censo de 2000, su población era de 2.633.

## Demografía
En el 2000 la renta per cápita promedia del hogar era de $28,958, y el ingreso promedio para una familia era de $33,487. El ingreso per cápita para la localidad era de $13,690. Los hombres tenían un ingreso per cápita de $30,862 contra $18,710 para las mujeres.

## Geografía
Leesburg se encuentra ubicado en las coordenadas 31°43′58″N 84°10′15″O / 31.73278, -84.17083 (31.732721, -84.170962).
Según la Oficina del Censo, la localidad tiene un área total de 12,3 km² (4,7 mi²), de la cual 12,2 km² (4,7 mi²) es tierra y 0,1 km² (0 mi²) (0.90%) es agua.